# Peter O’Leary
Peter O’Leary (ur. 3 marca 1972 w Wellington, Wyspa Północna) – nowozelandzki sędzia piłkarski, sędziujący mecze piłkarskie w ligach: A-League oraz New Zealand Football Championship. Został międzynarodowym sędzią FIFA w 2003 roku. Pierwszy mecz, który sędziował to Wyspy Salomona - Australia 9 października 2004. Został wybrany jako sędzia na Mistrzostwa Świata w RPA w 2010 roku.